# عشق‌بازی و جوانی و شراب لعل‌فام
غزلی با مطلع «عشق‌بازیّ و جوانیّ و شراب لعل‌فام»، غزل شمارهٔ ۳۰۹ از دیوانِ حافظ در تصحیحِ محمد قزوینی و قاسم غنی است.

## در دیگر آثار هنری
در نسخه‌ای مصور از دیوان حافظ متعلق به آرشیو ملی کابل به‌سال ۹۰۷ ه‍.ق/۱۵۰۱ م و کتابت‌شده توسط محمد محسن هروی، نگاره‌ای بر مبنای این غزل موجود است.این نسخه یکی از آخرین نسخ دیوانِ حافظ مکتب هراتِ دورهٔ تیموریان محسوب می‌شود.